# Vaux (Mosel·la)
Vaux és un municipi francès situat al departament del Mosel·la i a la regió del Gran Est. L'any 2007 tenia 873 habitants.

## Demografia

### Població
El 2007 la població de fet de Vaux era de 873 persones. Hi havia 316 famílies, de les quals 56 eren unipersonals (8 homes vivint sols i 48 dones vivint soles), 112 parelles sense fills, 120 parelles amb fills i 28 famílies monoparentals amb fills.
La població ha evolucionat segons el següent gràfic:
Habitants censats

### Habitatges
El 2007 hi havia 356 habitatges, 328 eren l'habitatge principal de la família, 4 eren segones residències i 23 estaven desocupats. 323 eren cases i 27 eren apartaments. Dels 328 habitatges principals, 290 estaven ocupats pels seus propietaris, 31 estaven llogats i ocupats pels llogaters i 7 estaven cedits a títol gratuït; 6 tenien dues cambres, 28 en tenien tres, 68 en tenien quatre i 226 en tenien cinc o més. 274 habitatges disposaven pel capbaix d'una plaça de pàrquing. A 97 habitatges hi havia un automòbil i a 203 n'hi havia dos o més.

### Piràmide de població
La piràmide de població per edats i sexe el 2009 era:
| Homes | Edats   | Dones |
| ----- | ------- | ----- |
| 0     | 95 o +  | 0     |
| 0     | 90 a 94 | 4     |
| 4     | 85 a 89 | 12    |
| 12    | 80 a 84 | 0     |
| 12    | 75 a 79 | 16    |
| 16    | 70 a 74 | 32    |
| 20    | 65 a 69 | 24    |
| 16    | 60 a 64 | 24    |
| 24    | 55 a 59 | 32    |
| 40    | 50 a 54 | 32    |
| 40    | 45 a 49 | 28    |
| 44    | 40 a 44 | 40    |
| 20    | 35 a 39 | 28    |
| 36    | 30 a 34 | 16    |
| 12    | 25 a 29 | 20    |
| 16    | 20 a 24 | 20    |
| 20    | 15 a 19 | 40    |
| 24    | 10 a 14 | 20    |
| 24    | 5 a 9   | 32    |
| 32    | 0 a 4   | 4     |

## Economia
El 2007 la població en edat de treballar era de 575 persones, 412 eren actives i 163 eren inactives. De les 412 persones actives 381 estaven ocupades (197 homes i 184 dones) i 31 estaven aturades (17 homes i 14 dones). De les 163 persones inactives 57 estaven jubilades, 54 estaven estudiant i 52 estaven classificades com a «altres inactius».

### Ingressos
El 2009 a Vaux hi havia 334 unitats fiscals que integraven 864 persones, la mediana anual d'ingressos fiscals per persona era de 25.540 €.

### Activitats econòmiques
Dels 38 establiments que hi havia el 2007, 3 eren d'empreses de fabricació d'altres productes industrials, 6 d'empreses de construcció, 8 d'empreses de comerç i reparació d'automòbils, 2 d'empreses d'hostatgeria i restauració, 3 d'empreses d'informació i comunicació, 1 d'una empresa financera, 9 d'empreses de serveis, 4 d'entitats de l'administració pública i 2 d'empreses classificades com a «altres activitats de serveis».
Dels 7 establiments de servei als particulars que hi havia el 2009, 1 era un guixaire pintor, 1 fusteria, 2 lampisteries, 2 electricistes i 1 restaurant.
Dels 2 establiments comercials que hi havia el 2009, 1 era una peixateria i 1 una llibreria.

## Equipaments sanitaris i escolars
El 2009 hi havia 1 escola maternal i 1 escola elemental.

## Poblacions més properes
El següent diagrama mostra les poblacions més properes.